# 新潮社

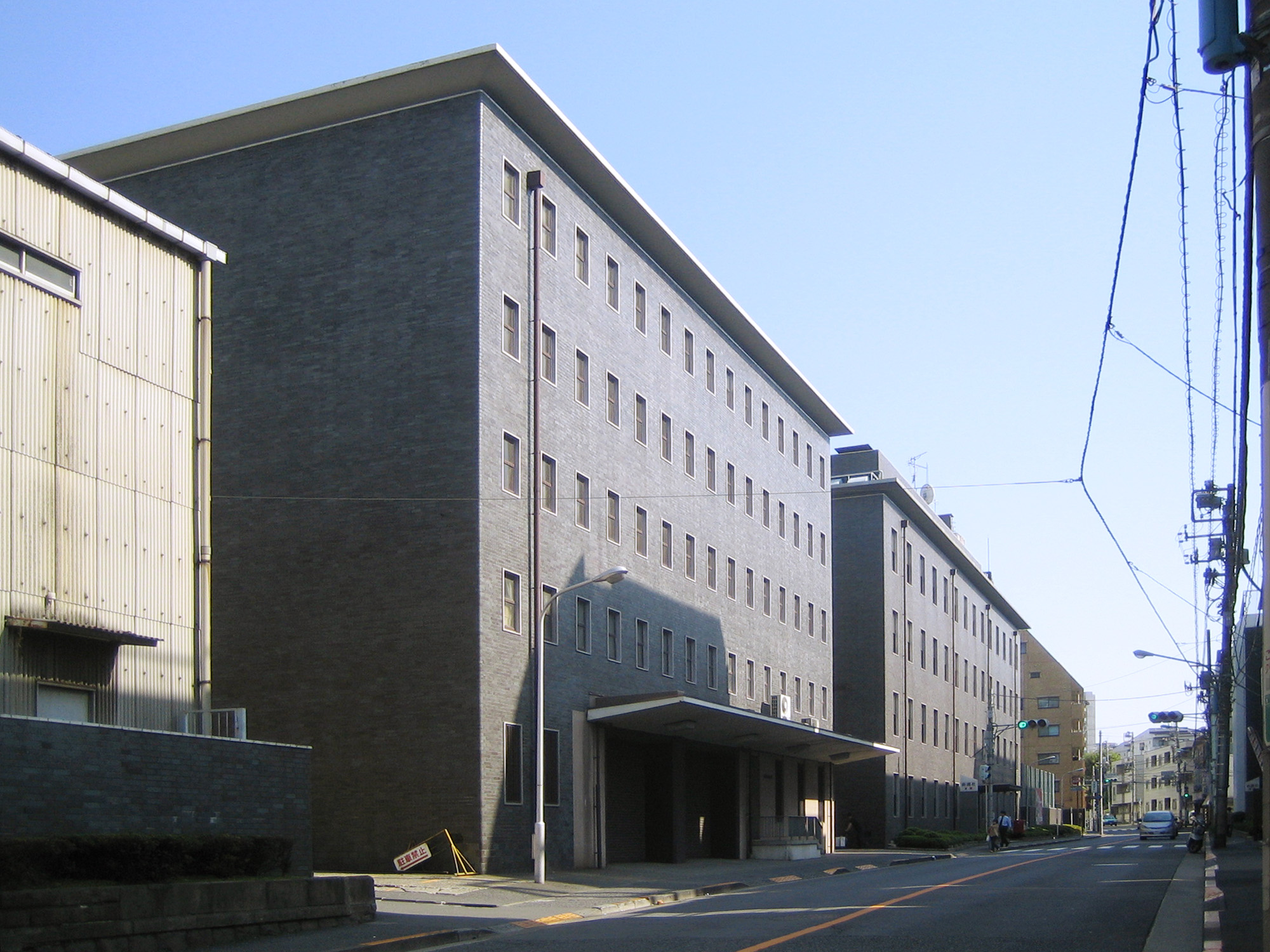
新潮社本部

株式會社新潮社（日语：／ Shinchōsha */?）是日本具有代表性的出版社之一，創立于1896年，資本額為1億5000萬日圓。以出版文藝類書籍而聞名，同時也出版週刊和月刊。該社在新宿區矢来町有大量的不動產。

## 旗下产品

### 出版物

#### 杂志
- 周刊Comic Bunch（週刊コミックバンチ）
- 週刊新潮（週刊新潮）

#### 月刊
- 藝術新潮
- 波
- フォーサイト
- 旅
- nicola（日语：ニコラ (雑誌)）
- ENGINE
- 「月刊」系列
- 新潮45
- 小說新潮
- 新潮

## 賞
- 三島由紀夫賞
- 山本周五郎賞
- 小林秀雄賞
- 新潮ドキュメント賞

以上通称「新潮四賞」。
- 新潮学芸賞

- 川端康成文学賞
- 新田次郎文学賞
- 萩原朔太郎賞
- 日本ファンタジーノベル大賞
- R-18文学賞

### 文庫
- 新潮文庫（日语：新潮文庫）
- 新潮pico文庫
- 新潮OH!文庫

## 外部連結
- 官方網站 （页面存档备份，存于）